# NGC 95
NGC 95 ist eine Balken-Spiralgalaxie vom Hubble-Typ SBc/P im Sternbild Fische auf der Ekliptik. Sie ist schätzungsweise 246 Millionen Lichtjahre von der Milchstraße entfernt und hat einen Durchmesser von etwa 135.000 Lj. 

Im selben Himmelsareal befinden sich u. a. die Galaxien IC 7 und IC 14.
Das Objekt wurde am 18. Oktober 1784 von dem deutsch-britischen Astronomen Wilhelm Herschel entdeckt.